# Panulia achloraria
Panulia achloraria är en fjärilsart som beskrevs av W. Warren 1894. Panulia achloraria ingår i släktet Panulia och familjen mätare. Inga underarter finns listade i Catalogue of Life.